# Primetime Emmy a la millor actriu secundària en minisèrie o telefilm
El Primetime Emmy a la millor actriu en minisèrie o telefilm (en anglès Primetime Emmy Award for Outstanding Supporting Actress in a Miniseries or a Movie) és el Premi Emmy que s'atorga anualment a la millor actuació femenina en una minisèrie televisió o telefilm.

## Guanyadores i nominades
El guanyador de cada any es mostra sobre fons groc:

### Dècada del 1970
- 1975: Juliet Mills- QB VII as Samantha Cady
- 1976: Fionnula Flanagan- Rich Man, Poor Man as Clothilde
- 1977: Olivia Cole - Roots as Mathilda
- 1978: Blanche Baker - Holocaust as Anna Weiss
- 1979: Esther Rolle – Summer of My German Soldier as Ruth

### Dècada del 1980
| Any                 | Actriu                                | Programa                        | Personatge | Cadena |
| ------------------- | ------------------------------------- | ------------------------------- | ---------- | ------ |
| 1979-80 (32nd)      |                                       |                                 |            |        |
| Mare Winningham     | Amber Waves                           | Marlene Burkhardt               | ABC        |        |
| Eileen Heckart      | F.D.R.: The Last Year                 | Eleanor Roosevelt               | NBC        |        |
| Patricia Neal       | All Quiet on the Western Front        | Mrs. Baumer                     | CBS        |        |
| Carrie Nye          | Moviola: The Scarlett O'Hara War      | Tallulah Bankhead               | NBC        |        |
| 1980-81 (33rd)      |                                       |                                 |            |        |
| Jane Alexander      | Playing for Time                      | Alma Rose                       | CBS        |        |
| Colleen Dewhurst    | The Women's Room                      | Val                             | ABC        |        |
| Patty Duke          | The Women's Room                      | Lily                            | ABC        |        |
| Shirley Knight      | Playing for Time                      | Frau Lagerfuhrerin Maria Mandel | CBS        |        |
| Piper Laurie        | The Bunker                            | Magda Goebbels                  | CBS        |        |
| 1981-82 (34th)      |                                       |                                 |            |        |
| Penny Fuller        | The Elephant Man                      | Mrs. Kendal                     | ABC        |        |
| Claire Bloom        | Brideshead Revisited                  | Lady Marchmain                  | PBS        |        |
| Judy Davis          | A Woman Called Golda                  | Young Golda Meïr                | Syndicated |        |
| Vicki Lawrence      | Eunice                                | Thelma "Mama" Harper            | CBS        |        |
| Rita Moreno         | Portrait of a Showgirl                | Rosella DeLeon                  | CBS        |        |
| 1982-83 (35th)      |                                       |                                 |            |        |
| Jean Simmons        | The Thorn Birds                       | Fee Cleary                      | ABC        |        |
| Judith Anderson     | Kennedy Center Tonight: Medea         | Nurse                           | PBS        |        |
| Polly Bergen        | The Winds of War                      | Rhoda Henry                     | ABC        |        |
| Bette Davis         | Little Gloria... Happy at Last        | Alice Gwynnne Vanderbilt        | NBC        |        |
| Piper Laurie        | The Thorn Birds                       | Anne Mueller                    | ABC        |        |
| 1983-84 (36th)      |                                       |                                 |            |        |
| Roxana Zal          | Something About Amelia                | Amelia Bennett                  | ABC        |        |
| Beverly D'Angelo    | A Streetcar Named Desire              | Stella DuBois Kowalski          | ABC        |        |
| Patty Duke          | George Washington                     | Martha Washington               | CBS        |        |
| Cloris Leachman     | Ernie Kovacs: Between the Laughter    | Mary Kovacs                     | ABC        |        |
| Tuesday Weld        | The Winter of Our Discontent          | Margie Young-Hunt               | CBS        |        |
| 1984-85 (37th)      |                                       |                                 |            |        |
| Kim Stanley         | Cat on a Hot Tin Roof                 | Big Mama                        | PBS        |        |
| Penny Fuller        | Cat on a Hot Tin Roof                 | Mae                             | PBS        |        |
| Ann Jillian         | Ellis Island                          | Nellie Byfield                  | CBS        |        |
| Deborah Kerr        | A Woman of Substance                  | Emma Harte                      | OPT        |        |
| Alfre Woodard       | Words by Heart                        | Claudie Sills                   | PBS        |        |
| 1985-86 (38th)      |                                       |                                 |            |        |
| Colleen Dewhurst    | Between Two Women                     | Barbara Petherton               | ABC        |        |
| Phyllis Frelich     | Love is Never Silent                  | Janice Ryder                    | NBC        |        |
| Dorothy McGuire     | Amos                                  | Hester Farrell                  | CBS        |        |
| Vanessa Redgrave    | Peter the Great                       | Tsarevna Sophia                 | NBC        |        |
| Sylvia Sidney       | An Early Frost                        | Beatrice McKenna                | NBC        |        |
| 1986-87 (39th)      |                                       |                                 |            |        |
| Piper Laurie        | Promise                               | Annie Gilbert                   | CBS        |        |
| Claudette Colbert   | The Two Mrs. Grenvilles               | Alice Grenville                 | NBC        |        |
| Olivia de Havilland | Anastasia: The Mystery of Anna        | Dowager Empress Maria           | NBC        |        |
| Christine Lahti     | Amerika                               | Althea Milford                  | ABC        |        |
| Elizabeth Wilson    | Nutcracker: Money, Madness and Murder | Berenice Bradshaw               | NBC        |        |
| 1987-88 (40th)      |                                       |                                 |            |        |
| Jane Seymour        | Onassis: The Richest Man in the World | Maria Callas                    | ABC        |        |
| Stockard Channing   | Echoes in the Darkness                | Susan Reinert                   | CBS        |        |
| Ruby Dee            | Lincoln                               | Elizabeth Keckley               | NBC        |        |
| Julie Harris        | The Woman He Loved                    | Alice                           | CBS        |        |
| Lisa Jacobs         | The Attic: The Hiding of Anne Frank   | Anne Frank                      | CBS        |        |
| 1988-89 (41st)      |                                       |                                 |            |        |
| Colleen Dewhurst    | Those She Left Behind                 | Margaret Page                   | NBC        |        |
| Peggy Ashcroft      | A Perfect Spy                         | Miss Duber                      | PBS        |        |
| Polly Bergen        | War and Remembrance                   | Rhoda Henry                     | ABC        |        |
| Glenne Headly       | Lonesome Dove                         | Elmira Johnson                  | CBS        |        |
| Paula Kelly         | The Women of Brewster Place           | Theresa                         | ABC        |        |

### Dècada del 1990
| Any                  | Actriu                                         | Programa                    | Personatge                  | Cadena |
| -------------------- | ---------------------------------------------- | --------------------------- | --------------------------- | ------ |
| 1989-90 (42nd)       |                                                |                             |                             |        |
| Eva Marie Saint      | People Like Us                                 | Lil Van Degan Altemus       | NBC                         |        |
| Stockard Channing    | Perfect Witness                                | Liz Sapperstein             | HBO                         |        |
| Colleen Dewhurst     | Lantern Hill                                   | Hepzibah                    | Disney Channel              |        |
| Swoosie Kurtz        | The Image                                      | Joanne Winstow-Darvish      | HBO                         |        |
| Irene Worth          | The Shell Seekers                              | Dolly Keeling               | ABC                         |        |
| 1990-91 (43rd)       |                                                |                             |                             |        |
| Ruby Dee             | Decoration Day                                 | Rowena                      | NBC                         |        |
| Olympia Dukakis      | Lucky Day                                      | Katherine Campbell          | ABC                         |        |
| Vanessa Redgrave     | Young Catherine                                | Empress Elizabeth           | TNT                         |        |
| Doris Roberts        | The Sunset Gang                                | Mimi Finklestein            | PBS                         |        |
| Elaine Stritch       | An Inconvenient Woman                          | Rose                        | ABC                         |        |
| 1991-92 (44th)       |                                                |                             |                             |        |
| Amanda Plummer       | Miss Rose White                                | Lusia                       | NBC                         |        |
| Anne Bancroft        | Broadway Bound                                 | Kate Jerome                 | ABC                         |        |
| Bibi Besch           | Doing Time on Maple Drive                      | Lisa Carter                 | 20th Century Fox Television |        |
| Penny Fuller         | Miss Rose White                                | Miss Kate Ryan              | NBC                         |        |
| Maureen Stapleton    | Miss Rose White                                | Tanta Perla                 | NBC                         |        |
| 1992-93 (45th)       |                                                |                             |                             |        |
| Mary Tyler Moore     | Stolen Babies                                  | Georgia Tann                | Lifetime                    |        |
| Ann-Margret          | Alex Haley's Queen                             | Sally Jackson               | CBS                         |        |
| Lee Grant            | Citizen Cohn                                   | Dora Cohn                   | HBO                         |        |
| Peggy McCay          | Woman on the Run: The Lawrencia Bembenek Story | Virginia Bembenek           | NBC                         |        |
| Joan Plowright       | Stalin                                         | Olga                        | HBO                         |        |
| 1993-94 (46th)       |                                                |                             |                             |        |
| Cicely Tyson         | Oldest Living Confederate Widow Tells All      | Castalia                    | CBS                         |        |
| Anne Bancroft        | Oldest Living Confederate Widow Tells All      | Lucy Marsden (age 99 - 100) | CBS                         |        |
| Swoosie Kurtz        | And the Band Played On                         | Mrs. Johnstone              | HBO                         |        |
| Lee Purcell          | Secret Sins of the Father                      | Ann Theilman                | NBC                         |        |
| Lily Tomlin          | And the Band Played On                         | Dr. Selma Dritz             | HBO                         |        |
| 1994-95 (47th)       |                                                |                             |                             |        |
| Judy Davis           | Servint en silenci                             | Diane                       | NBC                         |        |
| Shirley Knight       | Indictment: The McMartin Trial                 | Peggy Buckey                | HBO                         |        |
| Sonia Braga          | The Burning Season                             | Regina de Catrvalho         | HBO                         |        |
| Sissy Spacek         | The Good Old Boys                              | Spring Renfro               | TNT                         |        |
| Sada Thompson        | Indictment: The McMartin Trial                 | Virginia McMartin           | HBO                         |        |
| 1995-96 (48th)       |                                                |                             |                             |        |
| Greta Scacchi        | Rasputin                                       | Tsarina Alexandra           | HBO                         |        |
| Kathy Bates          | The Late Shift                                 | Helen Kushnick              | HBO                         |        |
| Diana Scarwid        | Truman                                         | Bess Truman                 | HBO                         |        |
| Mare Winningham      | The Boys Next Door                             | Sheila                      | CBS                         |        |
| Alfre Woodard        | Gulliver's Travels                             | Queen of Brobdingnag        | NBC                         |        |
| 1996-97 (49th)       |                                                |                             |                             |        |
| Diana Rigg           | Rebecca                                        | Mrs. Danvers                | PBS                         |        |
| Kirstie Alley        | The Last Don                                   | Rose Marie Clericuzio       | CBS                         |        |
| Bridget Fonda        | In the Gloaming                                | Anne                        | HBO                         |        |
| Glenne Headly        | Bastard Out of Carolina                        | Aunt Ruth                   | Showtime                    |        |
| Frances McDormand    | Hidden in America                              | Gus                         | Showtime                    |        |
| 1997-98 (50th)       |                                                |                             |                             |        |
| Mare Winningham      | George Wallace                                 | Lurleen Wallace             | TNT                         |        |
| Helena Bonham Carter | Merlin                                         | Morgan le Fay               | NBC                         |        |
| Julie Harris         | Ellen Foster                                   | Leonora Nelson              | CBS                         |        |
| Judith Ivey          | What the Deaf Man Heard                        | Lucille                     | CBS                         |        |
| Angelina Jolie       | George Wallace                                 | Cornelia Wallace            | TNT                         |        |
| 1998-99 (51st)       |                                                |                             |                             |        |
| Anne Bancroft        | Deep in My Heart                               | Gerry Eileen Cummins        | CBS                         |        |
| Jacqueline Bisset    | Joan of Arc                                    | Isabelle d'Arc              | CBS                         |        |
| Olympia Dukakis      | Joan of Arc                                    | Mother Babette              | CBS                         |        |
| Bebe Neuwirth        | Dash and Lilly                                 | Dorothy Parker              | A&E                         |        |
| Cicely Tyson         | A Lesson Before Dying                          | Tante Lou                   | HBO                         |        |
| Dianne Wiest         | The Simple Life of Noah Dearborn               | Sarah McClellan             | CBS                         |        |

### Dècada del 2000
| Any                | Actriu                                     | Programa                   | Personatge       | Cadena |
| ------------------ | ------------------------------------------ | -------------------------- | ---------------- | ------ |
| 1999-2000 (52nd)   |                                            |                            |                  |        |
| Vanessa Redgrave   | If These Walls Could Talk 2                | Edith Tree                 | HBO              |        |
| Kathy Bates        | Annie                                      | Agatha Hannigan            | ABC              |        |
| Elizabeth Franz    | Death of a Salesman                        | Linda Loman                | Showtime         |        |
| Melanie Griffith   | RKO 281                                    | Marion Davies              | HBO              |        |
| Maggie Smith       | David Copperfield                          | Betsey Trotwood            | PBS              |        |
| 2000-01 (53rd)     |                                            |                            |                  |        |
| Tammy Blanchard    | Life with Judy Garland: Me and My Shadows  | Young Judy Garland         | ABC              |        |
| Anne Bancroft      | Haven                                      | Mama Gruber                | CBS              |        |
| Brenda Blethyn     | Anne Frank: The Whole Story                | Auguste Van Pels           | ABC              |        |
| Holly Hunter       | Things You Can Tell Just by Looking at Her | Rebecca Waynon             | Showtime         |        |
| Audra McDonald     | Wit                                        | Susie Monahan              | HBO              |        |
| 2001-02 (54th)     |                                            |                            |                  |        |
| Stockard Channing  | The Matthew Shepard Story                  | Judy Shepard               | NBC              |        |
| Joan Allen         | The Mists of Avalon                        | Morgause                   | TNT              |        |
| Anjelica Huston    | The Mists of Avalon                        | Viviane                    | TNT              |        |
| Diana Rigg         | Victoria and Albert                        | Baroness Lehzen            | A&E              |        |
| Sissy Spacek       | Last Call                                  | Zelda Fitzgerald           | Showtime         |        |
| 2002-03 (55th)     |                                            |                            |                  |        |
| Gena Rowlands      | Hysterical Blindness                       | Virginia Miller            | HBO              |        |
| Kathy Baker        | Door to Door                               | Gladys Sullivan            | TNT              |        |
| Anne Bancroft      | The Roman Spring of Mrs. Stone             | Contessa                   | Showtime         |        |
| Juliette Lewis     | Hysterical Blindness                       | Beth Tocyznski             | HBO              |        |
| Helen Mirren       | Door to Door                               | Mrs. Porter                | TNT              |        |
| 2003-04 (56th)     |                                            |                            |                  |        |
| Mary-Louise Parker | Angels in America                          | Harper Pitt                | HBO              |        |
| Julie Andrews      | Eloise at Christmastime                    | Nanny                      | ABC              |        |
| Anne Heche         | Gracie's Choice                            | Rowena Larson              | Lifetime         |        |
| Anjelica Huston    | Iron Jawed Angels                          | Carrie Chapman Catt        | HBO              |        |
| Angela Lansbury    | The Blackwater Lightship                   | Dora                       | CBS              |        |
| 2004-05 (57th)     |                                            |                            |                  |        |
| Jane Alexander     | Warm Springs                               | Sara Delano Roosevelt      | HBO              |        |
| Kathy Bates        | Warm Springs                               | Helena Mahoney             | HBO              |        |
| Camryn Manheim     | Elvis                                      | Gladys Presley             | CBS              |        |
| Charlize Theron    | Digue'm Peter                              | Britt Ekland               | HBO              |        |
| Joanne Woodward    | Empire Falls                               | Francine Whiting           | HBO              |        |
| 2005-06 (58th)     |                                            |                            |                  |        |
| Kelly Macdonald    | The Girl in the Café                       | Gina                       | HBO              |        |
| Ellen Burstyn      | Mrs. Harris                                | Former Tarnower Steady     | HBO              |        |
| Shirley Jones      | Hidden Places                              | Aunt Batty                 | Hallmark Channel |        |
| Cloris Leachman    | Mrs. Harris                                | Pearl Schwartz             | HBO              |        |
| Alfre Woodard      | The Water Is Wide                          | Mrs. Brown                 | CBS              |        |
| 2006-07 (59th)     |                                            |                            |                  |        |
| Judy Davis         | The Starter Wife                           | Joan McAllister            | USA Network      |        |
| Toni Collette      | Tsunami: The Aftermath                     | Kathy Graham               | HBO              |        |
| Samantha Morton    | Longford                                   | Myra Hindley               | HBO              |        |
| Anna Paquin        | Bury My Heart at Wounded Knee              | Elaine Goodale             | HBO              |        |
| Greta Scacchi      | Broken Trail                               | Mrs. Nola Johns            | AMC              |        |
| 2007-08 (60th)     |                                            |                            |                  |        |
| Eileen Atkins      | Cranford                                   | Deborah Jenkyns            | PBS              |        |
| Laura Dern         | Recount                                    | Katherine Harris           | HBO              |        |
| Ashley Jensen      | Extras: The Extra Special Series Finale    | Maggie Jacobs              | HBO              |        |
| Audra McDonald     | A Raisin in the Sun                        | Ruth Younger               | ABC              |        |
| Alfre Woodard      | Pictures of Hollis Woods                   | Edna Reilly                | CBS              |        |
| 2008-09 (61st)     |                                            |                            |                  |        |
| Shohreh Aghdashloo | House of Saddam                            | Sajida Khairallah Talfah   | HBO              |        |
| Marcia Gay Harden  | The Courageous Heart of Irena Sendler      | Janina Krzyżanowska        | CBS              |        |
| Janet McTeer       | Into the Storm                             | Clementine Churchill       | HBO              |        |
| Jeanne Tripplehorn | Grey Gardens                               | Jacqueline Kennedy Onassis | HBO              |        |
| Cicely Tyson       | Relative Stranger                          | Pearl                      | Hallmark Channel |        |

### Dècada del 2010
| Any                | Actriu                        | Programa                                     | Personatge       | Cadena |
| ------------------ | ----------------------------- | -------------------------------------------- | ---------------- | ------ |
| 2009-10 (62nd)     |                               |                                              |                  |        |
| Julia Ormond       | Temple Grandin                | Eustacia Grandin                             | HBO              |        |
| Kathy Bates        | Alice                         | The Queen of Hearts                          | Syfy             |        |
| Catherine O'Hara   | Temple Grandin                | Aunt Ann                                     | HBO              |        |
| Susan Sarandon     | You Don't Know Jack           | Janet Good                                   | HBO              |        |
| Brenda Vaccaro     | You Don't Know Jack           | Margo Janus                                  | HBO              |        |
| 2010-11 (63rd)     |                               |                                              |                  |        |
| Maggie Smith       | Downton Abbey                 | Violet Crawley, Dowager Countess of Grantham | PBS              |        |
| Eileen Atkins      | Upstairs, Downstairs          | Maud, Lady Holland                           | PBS              |        |
| Melissa Leo        | Mildred Pierce                | Lucy Gessler                                 | HBO              |        |
| Mare Winningham    | Mildred Pierce                | Ida Corwin                                   | HBO              |        |
| Evan Rachel Wood   | Mildred Pierce                | Veda Pierce                                  | HBO              |        |
| 2011-12 (64th)     |                               |                                              |                  |        |
| Jessica Lange      | American Horror Story         | Constance Langdon                            | FX               |        |
| Frances Conroy     | American Horror Story         | Moira O'Hara                                 | FX               |        |
| Judy Davis         | Page Eight                    | Jill Tankard                                 | PBS              |        |
| Sarah Paulson      | Game Change                   | Nicolle Wallace                              | HBO              |        |
| Mare Winningham    | Hatfields & McCoys            | Sally McCoy                                  | History          |        |
| 2012-13 (65th)     |                               |                                              |                  |        |
| Ellen Burstyn      | Political Animals             | Margaret Barrish Worthington                 | USA              |        |
| Sarah Paulson      | American Horror Story: Asylum | Lana Winters                                 | FX               |        |
| Charlotte Rampling | Restless                      | Sally Gilmartin                              | Sundance Channel |        |
| Imelda Staunton    | The Girl                      | Alma Hitchcock                               | HBO              |        |
| Alfre Woodard      | Steel Magnolias               | Ouiser                                       | Lifetime         |        |